# Sara Berg
Sara Berg (* 9. September 2001 in Bergen, Norwegen) ist eine norwegische Handballspielerin, die für den norwegischen Erstligisten Larvik HK aufläuft.

## Karriere
Berg spielte in ihrer Kindheit beim norwegischen Verein Askøy IL. Zwischen 2017 und 2019 lief die Außenspielerin für den norwegischen Drittligisten Fyllingen IL auf. Anschließend wechselte sie zum norwegischen Erstligisten Fana IL. Mit Fana IL nahm sie in der Spielzeit 2022/23 an der EHF European League teil. Mit insgesamt 60 Treffern belegte Berg den sechsten Platz in der Torschützinnenliste. Im Sommer 2024 wechselte sie zum Ligakonkurrenten Larvik HK.
Berg gab am 6. April 2023 ihr Länderspieldebüt für die norwegische Nationalmannschaft gegen die montenegrinische Auswahl.